# Felix (Almería)
 For alternative betydninger, se Felix. (Se også artikler, som begynder med Felix)
Felix er en by og kommune i det sydøstlige Spanien i provinsen Almería. Den har et indbyggertal på 770 (2024) indbyggere.